# Lindlar
Pour l’article homonyme, voir Johann Wilhelm Lindlar.
Lindlar est une commune de Rhénanie-du-Nord-Westphalie (Allemagne), située dans l'arrondissement du Haut-Berg, dans le district de Cologne, dans le Landschaftsverband de Rhénanie.

## Histoire
| Appartenances historiques Comté de Berg 1174-1380 Duché de Berg 1380-1806 Grand-duché de Berg 1806-1813 Royaume de Prusse (Province de Juliers-Clèves-Berg) 1816-1822 Royaume de Prusse (Province de Rhénanie) 1822-1918 République de Weimar 1918-1933 Reich allemand 1933-1945 Allemagne occupée 1945-1949 Allemagne 1949-présent |

## Personnalités liées à la ville
- Johann Paul Kremer (1883-1965), médecin né à Stelberg.
- Volker Kutscher (1962-), journaliste né à Lindlar.